# Petro Rozumnyj
Petro Pavlovič Rozumnyj (* 7. března 1926, Čaplynka - 20. března 2013, Ivano-Frankivsk) byl učitel jazyků, lidskoprávní aktivista, člen Ukrajinské Helsinské skupiny, politický vězeň. Zakládající člen Ukrajinské Helsinské unie v Dněpropetrovské oblasti a člen její celostátní rady, roku 1990 zakladatel Ukrajinské republikánské strany, později člen strany Naše Ukrajina.

## Život

### 1926-1960
Petrův dědeček Petro Leonťevič byl koncem 19. století bohatý statkář, který půdu rozdělil mezi své syny. Zemřel za hladomoru roku 1933. Petrův otec byl v letech 1921-22 členem ozbrojené podzemní organizace, která si říkala Chlapci v Šeljuze. Bránili se okrádání rolníků bolševiky a přepadali jejich vozy odvážející chleba, který pak vraceli rodinám. V té době už měl dvě Pavlo Rozumnyj děti (Jelizaveta, * 1917, Ivan * 1919) a matka se bála, že bude zatčen a ona zůstane s dětmi sama. Proto naléhala aby odešli jinam.
Petro Rozumnyj se narodil 7. března 1926 ve vesnici Čaplynka v okrese Magdalynivka v Dněpropetrovské oblasti v rolnické rodině. V témže roce se jeho rodiče přestěhovali do  
vesnice Pšeničné, založené přesídlenými rodinami na panenské půdě na pravém břehu Dněpru v Solonjanském okrese. Začínali v holé stepi, kde získali větší výměru pozemku a byly jim prominuty daně. V rodině bylo postupně 6 dětí, ale otec byl nejlepší a nejbohatší hospodář ve vesnici a jako první pořídil mlátičku obilí. Kvůli tomu byl pak označen za "kulaka". Když začala kolektivizace, odmítl vstoupit do kolchozu a vyhnal aktivisty, kteří si přišli pro jeho koně.
V roce 1932 byl Pavlo Petrovič Rozumnyj zatčen a obviněn z „neplnění dodávek obilí“. Byl odsouzen k deseti letům nucených prací a zemřel v gulagu při stavbě kanálu Moskva-Volha v roce 1933. Rodina přežila holodomor díky ukrytému obilí. Petro chodil do školy do roku 1941 a pracoval aby pomohl živit rodinu. 
V červnu 1942 byl šestnáctiletý Petro násilně odvezen na práci do Německa. Pracoval ve slévárně mědi v saském Eislebenu. V dubnu 1945 byl osvobozen americkými vojsky a okamžitě mobilizován do sovětské armády. Sloužil v Polsku a poté v Karélii. V roce 1948 byl demobilizován. Byl přijat na Dněpropetrovský institut cizích jazyků. Studium ukončil v roce 1952. Pracoval pak jako učitel angličtiny v Pochajevu v Ternopilské oblasti a v letech 1959-1960 v místním historickém muzeu v Kremenci. Tam se seznámil a spřátelil s absolventem Lvovské univerzity a významným představitelem generace šedesátníků Jevhenem Sverstjukem.

### 1960-1990
V roce 1961 ho poprvé na šest dní zadržela KGB a prohledala jeho domy v Kremenci a Vyšněvci. Přestěhoval se do vesnice Solone v Dněpropetrovské oblasti a pracoval zde jako učitel. Odmítal učit ateismus nebo "lásku k rodné straně". Mezi některými učiteli a studenty středních škol šířil samizdat: zakázané básně Pavlo Tyčiny, Volodymyra Sosjury a Jevhena Malanjuka a malá vydání básní Vasyla Symonenka. Vytiskl a distribuoval 12 výtisků díla Ivana Dzjuby „Internacionalismus, nebo rusifikace?“. Ve svých hodinách odhaloval zakázaná a zamlčovaná jména ukrajinských vlastenců, veřejných a státních činitelů.
Kvůli rodinným okolnostem opustil učitelství a už se k němu nikdy nevrátil. Pracoval pak jako zedník a topič. Dne 25. října 1969 provedla KGB v jeho bytě domovní prohlídku v souvislosti s případem jeho přítele Ivana Sokulského, odsouzeného za "protisovětskou agitaci". Byl předvolán k výslechu a KGB se marně pokoušela získat svědectví proti zatčenému, stejně jako proti Jevhenu Sverstjukovi a Ivanu Dzjubovi. Ve vazbě byl držen 4 dny.
V roce 1974 se Rozumnyj přestěhoval do Ivano-Frankivska a pracoval jako průvodčí a později jako administrátor Filharmonické společnosti. V březnu 1977 KGB opět prohledala jeho byt. Čtyřikrát byl předvolán k výslechu, bylo mu vyhrožováno okamžitým zatčením a požadováno podepsání zřeknutí se protisovětské činnosti.
V roce 1979 se P. Rozumnyj připojil k Ukrajinské Helsinské skupině. Aby rozšířil dosah jejích aktivit, vrátil se do rodné vesnice Pšeničné. O Velikonocích 1979 se vydal navštívit Jevhena Sverstjuka, který si odpykával trest vyhnanství ve vesnici Bohdaryn v Bountovském okrese Burjatska. Po návratu byl zadržen policií na letišti v Ulan-Ude, kde byl sepsán protokol o zabavení „chladné zbraně“. Měl u sebe podomácku vyrobený nůž a lovecký nůž zakoupený v obchodě v Bohdarynu.
Proces proti P. Rozumnému byl však zahájen až po jeho druhé cestě za Jevhenem Sverstjukem v září 1979, poté, co byl označen za člena Ukrajinské Helsinské skupiny. 8. října 1979 byl zatčen v obci Pšeničné na základě obvinění z nelegálního nošení chladné zbraně. Byl držen ve vyšetřovací vazbě odboru vnitřních věcí Dněpropetrovské oblasti. Jeho bratrovi sdělil starší vyšetřovatel: „Budeme se snažit dostat ho do vězení za každou cenu. Nepracuje, cestuje po celém Svazu...“.
Dne 21. prosince 1979 byl P. Rozumnyj Solonjanským okresním lidovým soudem odsouzen podle článku 222-3 trestního zákoníku Ukrajinské SSR ke třem letům odnětí svobody v táborech všeobecného režimu. K trestnému činu se přiznal. Odmítl obhájce a vyslovil nedůvěru soudci. Trest si odpykával v táboře č. 308/26 v Žovti Vody, Pjatichatský okres, Dněpropetrovská oblast. Po uplynutí poloviny trestu byl převezen na nucené práce („podmínečné propuštění“) do Nikopolu v Dněpropetrovské oblasti a poté zpět do tábora. Poslední rok strávil v „chemickém pracovním táboře“ v Bikinu v Chabarovském kraji.
Po propuštění pracoval na kolchozu ve vesnici Pšeničné. V listopadu 1984 se Rozumnyj znovu vydal na Dálný východ, aby přivezl Oksanu Meško z vyhnanství. Zůstal aktivním členem Ukrajinské Helsinské skupiny a 11. března 1988 podepsal spolu s 19 členy UHG, kteří byli na svobodě, „Výzvu UHG ukrajinskému a světovému společenství“ k obnovení její činnosti.

### po roce 1990
Petro Rozumnyj byl jedním ze zakladatelů a předsedou dněpropetrovské pobočky Ukrajinského helsinského svazu a členem jeho Celoukrajinské koordinační rady. Na ustavujícím sjezdu UHU 29. dubna 1990, kde byla založena Ukrajinská republikánská strana (URP), byl Rozumnyj zvolen jejím tajemníkem pro zahraniční záležitosti. Od roku 1992 byl regionálním tajemníkem URP a vedoucím její regionální organizace. Od roku 1994 byl vedoucím Solonjanské oblastní organizace URP (od roku 1997 Republikánské křesťanské strany), členem Etické komise URP.
V roce 2005 vstoupil do Lidového svazu „Naše Ukrajina“. Angažoval se v oblasti lidských práv a aktivně se podílel na provádění pozemkové reformy na venkově - privatizaci pozemků. V letech 1998 a 2002 byl členem Územní volební komise č. 40, ve třetím kole prezidentských voleb na Ukrajině byl předsedou okrskové volební komise č. 128 ÚVK č. 40. V roce 2002 byl členem Ústřední volební komise č. 40. V roce 2005 byl zvolen předsedou Ústřední volební komise č. 128 ÚVK č. 40.
8. listopadu 2006 mu prezident Ukrajiny Viktor Juščenko udělil Řád za odvahu 1. třídy.
Petro Rozumnyj zemřel 20. března 2013 v Ivano-Frankivsku, kde byl 22. března pohřben u památníku Demjaniv Laz, kde se nacházejí hromadné hroby obětí NKVD. Jeho synové Taras a Pavlo žijí v Ivano-Frankivsku.
V procesu derusifikace města byla v Dnipru pojmenována bývalá ulice Govorova na ulici Petro Rozumného.